# Ilhas Virgens Americanas nos Jogos Olímpicos
As Ilhas Virgens Americanas competiram em 9 edições dos Jogos Olímpicos de Verão. Eles também competiram por 7 vezes nos Jogos Olímpicos de Inverno. A única medalha olímpica dessa região insular é a de prata conquistada por Peter Holmberg na Vela nos Jogos Olímpicos de Verão de 1988.

## Lista de Medalhistas
| Medalhas         | Nome           | Jogos     | Esportes | Eventos               | Ref   |
| ---------------- | -------------- | --------- | -------- | --------------------- | ----- |
| Medalha de prata | Peter Holmberg | 1988 Seul | Vela     | Classe Finn masculino | [ 1 ] |